# Regina Coeli
Regina Coeli, właściwie Regina Caeli (Królowo Niebios) – antyfona maryjna kościołów: rzymskokatolickiego oraz starokatolickich.

## Opis
Śpiewana jest lub odmawiana w miejsce modlitwy Anioł Pański w okresie wielkanocnym – od Wigilii Paschalnej do niedzieli Zesłania Ducha Świętego włącznie.
Jest to utwór nieznanego autorstwa (niekiedy przypisuje się go Grzegorzowi Wielkiemu lub Grzegorzowi V). Ma formę czterowiersza, w którym dwa pierwsze wersy są rymowane, a wszystkie kończą się słowem „alleluja”.
Jego istnienie już w XII wieku potwierdza antyfonarz z opactwa św. Lupo z Benewentu. Śpiewano go w liturgii franciszkańskiej w XIII wieku, którzy początkowo odmawiali ją jako dodatek do hymnu Magnificat podczas nieszporów w oktawie wielkanocnej. W drugiej połowie XIII w. włączyli ją do modlitwy brewiarzowej swego zakonu. Papież Mikołaj III (1277–1280) wprowadził tę modlitwę do brewiarza rzymskiego. W Okresie Wielkanocnym jest ona recytowana lub śpiewana na zakończenie komplety, oraz śpiewana na zakończenie mszy św. śpiewanej w Nadzwyczajnej Formie Rytu Rzymskiego.
20 kwietnia 1742 papież Benedykt XIV zadecydował, by odmawiać ją w okresie wielkanocnym zamiast modlitwy Anioł Pański. W tym przypadku dodawany jest kolejny dwuwiersz oraz modlitwa końcowa, pisana prozą.
Antyfona ta odmawiana jest zawsze w pozycji stojącej.
W Kościołach mariawickich istnieje zwyczaj zamieniania słów od uroczystości Wniebowstąpienia Pańskiego i Zesłania Ducha Świętego, zamiast Zmartwychpowstał na Wniebowstąpił lub Ducha zesłał.

## Tekst
| Tekst łaciński | Tłumaczenie polskie |
| --- | --- |
| Regina Caeli, laetare, alleluia, Quia quem meruisti portare, alleluia, Resurrexit, sicut dixit, alleluia, Ora pro nobis Deum, alleluia. V. Gaude et laetare Virgo Maria, alleluia, R. Quia surrexit Dominus vere, alleluia. Oremus. Deus, qui per resurrectionem Filii Tui Domini nostri Iesu Christi mundum laetificare dignatus es: praesta, quaesumus, ut, per eius Genitricem Virginem Mariam, perpetuae capiamus gaudia vitae. Per eumdem Christum Dominum nostrum. R. Amen. | Królowo nieba, wesel się, alleluja, bo Ten, któregoś nosiła, alleluja, zmartwychpowstał, jak powiedział, alleluja. Módl się za nami do Boga. Alleluja. V. Raduj się i wesel, Panno Maryjo, alleluja. R. Bo zmartwychwstał Pan prawdziwie, alleluja. Módlmy się. Boże, któryś przez zmartwychwstanie Syna Twego, Pana naszego Jezusa Chrystusa, świat uweselić raczył, daj nam, prosimy, abyśmy przez Matkę Jego, Najświętszą Maryję Pannę, dostąpili radości życia wiecznego. Przez tegoż Chrystusa, Pana naszego. R. Amen. |

## Opracowania muzyczne
Tekst antyfony był opracowywany muzycznie przez wielu wybitnych kompozytorów, aż po czasy współczesne. Oto niektóre z tych kompozycji:
| Autor                                             | Dzieło |
| ------------------------------------------------- | --- |
| Cristóbal de Morales (1500/1497–1553)             | Antyfona Regina Caeli chór mieszany a cappella |
| Francesco Soriano (1549-1621)                     | Antyfona Regina Caeli na 8 głosów i organy |
| Peter Philips (ok. 1560–1628)                     | Antyfona Regina Caeli na 8 głosów i organy |
| Giovanni Matteo Asola (1532 lub wcześniej – 1609) | Motet Regina Caeli na 12 głosów |
| Joan Pau Pujol (1570–1626)                        | Antyfona Regina Caeli na 8 głosów in Septimo Tono. |
| Hernando Franco (1532–1585)                       | Regina Caeli na chór a cappella |
| Tomás Luis de Victoria (ok. 1548–1611)            | Antyfona Regina Caeli na 8 głosów i organy |
| Gregor Aichinger (1564-1628)                      | Motet Regina Caeli na chór mieszany i basso continuo |
| Claudio Monteverdi (1567-1643)                    | Motet Regina Caeli na 3 głosy i basso continuo |
| Giovanni Valentini (ok. 1582–1649)                | Regina Caeli na 2 soprany i basso continuo |
| Maurizio Cazzati (1616–1678)                      | Regina Caeli na głos solo, 3 cynki i basso continuo |
| Grzegorz Gerwazy Gorczycki (ok. 1665/67-1734)     | Regina Caeli laetare (I) na sopran, alt, tenor, bas Regina Caeli laetare (II) na sopran, alt, tenor, bas                                                                               |
| François Couperin (1668–1733)                     | Motet Regina Caeli na 2 alty i basso continuo |
| Antonio Vivaldi (1678–1741)                       | Regina Caeli C-dur na tenor solo, 2 trąbki, smyczki i basso continuo, RV 615 |
| Bohuslav Matěj Černohorský (1684-1742)            | Regina Coeli (1712) |
| Amando Ivančić (1727-1790)                        | Regina Coeli |
| Wolfgang Amadeus Mozart (1756–1791)               | Regina Caeli C-dur na sopran, chór i orkiestrę, KV 108/74d Regina Caeli B-dur na sopran, chór i orkiestrę, KV 127 Regina Caeli C-dur na głosy solo, chór i orkiestrę, KV 276/321b      |
| Ignaz Reimann (1820-1885)                         | 10 Regina Coeli |
| Johannes Brahms (1833–1897)                       | Motet Regina Caeli na chór żeński op. 37 nr 3 |
| Melchiorre Mauro-Cottone (1885-1938)              | Regina Caeli na głos wysoki solo, chór 2-głosowy (głosy równe) i organy (1918) |
| Marcel Dupré (1886-1971)                          | Regina Coeli op. 64 (1969) |
| Tadeusz Szeligowski (1896-1963)                   | Regina Coeli laetare na chór mieszany (1934) Regina Coeli laetare na 3 głosy żeńskie (1943)                                                                                            |
| Romuald Twardowski (ur. 1930)                     | Regina Coeli na chór mieszany (1996) |
| Marian Borkowski (ur. 1934)                       | Regina Caeli na chór mieszany a cappella (1995) |
| Marian Sawa (1937-2005)                           | Regina Caeli laetare na chór męski (1980) Regina Caeli na głos solowy, chór żeński i chór męski (1980) Regina Coeli na chór męski (1982) Regina Caeli na chór mieszany i organy (1996) |
| Cecilia McDowall (ur. 1951)                       | Trzy motety łacińskie (Ave Regina, Ave Maria i Regina Caeli) na 4 głosy SATB |
| Jonathan Willcocks (ur. 1953)                     | Na chór i organy/fortepian z instrumentami dętymi blaszanymi i kotłami ad libitum. |
| Marco Frisina (ur. 1954)                          | Regina Caeli na chór i orkiestrę |
| Damijan Močnik (ur. 1967)                         | Regina Caeli na chór mieszany a capella |
| Hannah Kendall (ur. 1984)                         | Regina Caeli na chór mieszany a capella |
| Andrew Smith (ur. 1970)                           | Regina Caeli na 3 głosy |
| Stefano Cui (ur. 1980)                            | Regina Caeli na chór mieszany a capella (2008) |

## Galeria

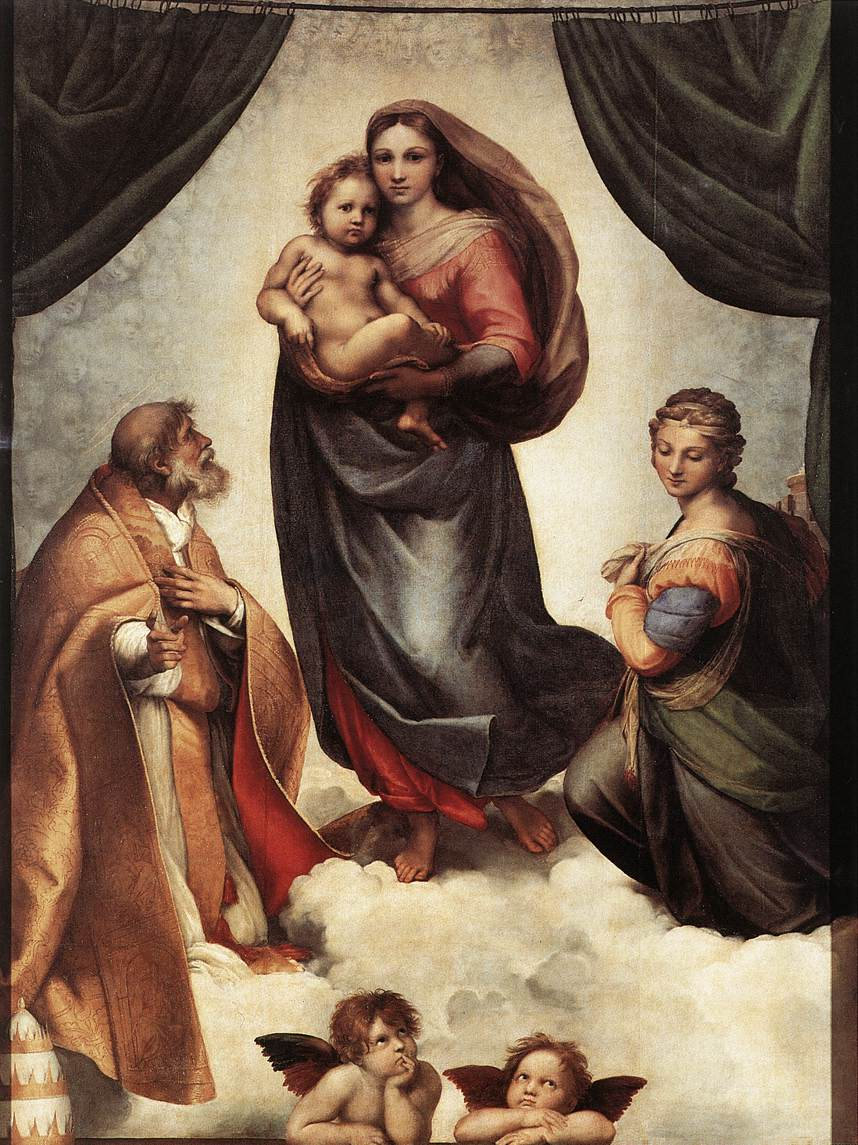
Rafael – Madonna Sykstyńska